# Convento dei Cappuccini (Castelnuovo di Garfagnana)
Il convento dei Cappuccini o convento di San Giuseppe, con l'annessa chiesa, è un edificio sacro che si trova a Castelnuovo di Garfagnana.

## Storia e descrizione
Per volere del duca Francesco I d'Este e di suo padre Alfonso III, diventato cappuccino col nome di padre Giambattista, nel 1634 venne fondato il Convento di San Giuseppe, più noto come "dei Cappuccini", che in quasi quattro anni fu quasi completato assieme alla chiesa. 
Delle tele commissionate a Guido Reni (Sposalizio della Vergine), al Guercino (San Francesco che riceve le stimmate), ad Annibale Carracci (Riposo in Egitto), nessuna è più in loco. 
Qualche decennio dopo si provvide a rintonacare la facciata della chiesa, cui si accedeva da una scalinata a doppia rampa, e a demolire il portico davanti al portale del convento. Il complesso, soppresso e depredato durante il governo Cisalpino, dopo alterne vicende è stato restaurato.